# عباس‌آباد (میامی)
عباس‌آباد روستایی در دهستان میامی بخش مرکزی شهرستان میامی استان سمنان ایران است. این روستا در دهستان میامی و در مسیر جاده تهران-مشهد بعد از داورزن به سمت شاهرود قرار دارد. این روستا تا سال ۱۳۱۱ از توابع خراسان و سبزوار بوده و با نزدیک‌ترین مرکز شهرستان یعنی داورزن در استان خراسان رضوی ۵۰ کیلومتر فاصله دارد. مردم این روستا به زبان فارسی خراسانی با گویش سبزواری صحبت می‌کنند. این روستا دارای ۹ معدن مس است که از جهت اقتصادی برای شهرستان میامی و استان سمنان حائز اهمیت می‌باشد. معادن دیگر این منطقه، فیروزه، کرومیت، سنگ‌های تزئینی و نما است.

## مردم
لرد کرزن، که در سال ۱۳۰۷ به عباس‌آباد آمده بود در صفحه ۲۸۰ کتاب "ایران و موضوع ایران" تألیف خود، دربارهٔ این روستا نوشته است: "ساکنان آن ۱۰۰ خانواده از نوادگان گرجی‌هایی هستند که حدود سه قرن پیش توسط شاه عباس یکم به این نقطه کوچانده شدند" "آنها پس از سه نسل از تکلم به زبان گرجی منع شده و مسلمان شده‌اند اما مسافران ردپایی از زبان مادری آنها را در گویش ایشان ردیابی می‌کنند."

## جمعیت
بر پایه سرشماری عمومی نفوس و مسکن در سال ۱۳۹۵ جمعیت این روستا ۴۳۸ نفر (۱۴۸خانوار) بوده است.

## جاذبه‌های گردشگری
از جاذبه‌های گردشگری این روستا می‌توان به موارد ذیل اشاره کرد:
- قنات‌های قدیمی روستا[۷]
- کاروان شاه عباسی[۸]